# Relations entre la Russie et le Venezuela
Les relations entre la Russie et le Venezuela sont des relations internationales s'exerçant entre la république bolivarienne du Venezuela et la fédération de Russie. 
Le Venezuela est l'un des alliés les plus proches et les plus importants de la Russie en Amérique du Sud (après le Brésil) à la fois dans les domaines économique et militaire et les deux pays entretiennent des relations très étroites.

## Histoire des relations russo-vénézuéliennes
L'URSS établit des relations diplomatiques formelles avec le Venezuela le 3 mars 1945 (rompues le 13 juin 1952 par Staline puis restaurées le 16 avril 1970).
Sous le gouvernement d'Hugo Chávez, les deux pays entretiennent des relations chaleureuses, notamment en ce qui concerne la vente de matériel militaire : depuis 2005, le Venezuela a acheté plus de 4 milliards de dollars d'armes en provenance de Russie. En septembre 2008, la Russie a envoyé des bombardiers Tupolev Tu-160 afin de mener des vols d'entraînement. En novembre 2008, un exercice militaire naval conjoint entre les marines russe et vénézuélienne est mené dans la Caraïbe. Certains analystes géopolitiques affirment que ces exercices ont été déclenchés en raison du soutien américain à la Géorgie pendant la deuxième guerre d'Ossétie du Sud.
Le Venezuela cherche par ailleurs à développer ses mines, disposant d'importants gisements d'or, et ceci grâce à l'aide russe.
À la mi-Novembre 2008, Chávez déclare un accord pour le complexe nucléaire Humberto Fernandez Moran à l'occasion de la visite du président russe Dmitri Medvedev au Venezuela accompagné d'une flotte de navires de guerre, dont le croiseur à propulsion nucléaire Pierre le Grand, révélant que des techniciens nucléaires russes travaillent au Venezuela.
La Russie a vendu de nombreux avions de combat à Caracas ainsi que 100 000 AK-103 afin de remplacer les fusils d'assaut FN FAL obsolètes de l'armée de terre vénézuélienne.
En septembre 2009, la Russie approuve un prêt de 2 milliards de dollars au gouvernement vénézuélien.
En septembre 2010, Chávez visite la Russie et signe un accord avec le gouvernement russe afin de construire une centrale nucléaire et concernant l'achat de 1,6 milliard de produits pétroliers russes.
Le 6 octobre 2011, le vice premier ministre russe Igor Setchine visite Caracas et accorde un prêt de 4 milliards de dollars à Chávez pour acheter des armes russes. En 2011, le Venezuela est le premier pays importateur de matériel militaire russe.